# JH
JH — семейство из четырёх криптографических хеш-функций: JH-224, JH-256, JH-384 и JH-512.
Алгоритмы этих хеш-функций отличаются только значением одного внутреннего параметра — длины (в битах) {\displaystyle l_{hash}} выходного значения (которая и указана после дефиса в названии). Далее в статье при описании алгоритма я буду считать этот параметр частью входных данных для удобства, говоря о JH, как об одном алгоритме или одной хеш-функции.
Хеш-функция JH входит в пятёрку финалистов второго тура SHA-3. В процессе этого конкурса она была улучшена. В статье рассматривается последняя на данный момент версия, которую также можно назвать JH42 (так как главное изменение состояло в том, что число раундов в функции компрессии стало равно 42). Дата выхода документации по ней — 16 января 2011 года.
При хешировании входное сообщение дополняется и разделяется на части, которые далее последовательно обрабатываются так называемой функцией компрессии. Эта функция описана в спецификации в общем виде — то есть с переменным параметром d, меняя который можно конструировать JH-подобные хеш-функции (тем более криптостойкие, чем больше d). В JH исходно d=8.
При выборе финалиста в конкурсе SHA решающую роль играют не криптографические характеристики (они у всех функций отличные), а гибкость и оптимальность в программной и аппаратной реализации. На тему аппаратной реализации существует много исследований, например.

## Алгоритм[2]

### Уточнения

#### О названии элементов битовых векторов
Будем считать, что у всех обсуждаемых тут битовых векторов есть начало и конец, причём бит, расположенный в начале (слева) является первым, имеет позицию 0 и считается наиболее значимым, соответственно, бит, расположенный в конце (справа), является последним, имеет позицию с наибольшим номером, на один меньшим, чем число разрядов вектора, и считается наименее значимым.
То же самое, за исключением номера позиции, будем подразумевать для векторов, состоящих из битовых векторов, например, для сообщения, состоящего из блоков, или блока, состоящего из полубайтов. С номером же позиции какой-либо составной части битового вектора, состоящей из нескольких бит, будет путаница, создаваемая для удобства. Так, номера позиций полубайтов в блоке будут начинаться с нуля, а номера позиций блоков в сообщении — с единицы…
В векторе
- 8afd4h

первый, наиболее значимый полубайт расположен слева – это 8; последний, наименее значимый полубайт расположен справа – это 4.
Если эту запись рассматривать, как битовый вектор, а не как полубайтовый, то она эквивалентна такой:
- 1000_1010_1111_1101_0100,

тут первый(с номером 0, левый, старший) бит - 1, а последний(с номером 19, правый, младший) - 0.

#### Обозначение конкатенации
Пусть вектор {\displaystyle A} состоит из последовательно идущих векторов {\displaystyle A_{1},A_{2},\dots ,A_{N}}, тогда этот факт будет обозначаться так: {\displaystyle A=A_{1}||A_{2}||\dots ||A_{N}}

### Используемые функции — обобщённый случай
Здесь описаны функции, с помощью которых можно строить JH-подобные алгоритмы, меняя параметр {\displaystyle d}

#### S-box —Si(x)
Это функция, преобразующая s-блок (то есть размеры её входного и выходного значений одинаковы и равны 4 битам). В алгоритме используются 2 таких функции: {\displaystyle S_{1}} и {\displaystyle S_{0}}. Их таблицы значений такие:
| {\displaystyle x}        | 0 | 1 | 2 | 3 | 4 | 5 | 6 | 7 | 8 | 9 | a | b | c | d | e | f |
| {\displaystyle S_{0}(x)} | 9 | 0 | 4 | b | d | c | 3 | f | 1 | a | 2 | 6 | 7 | 5 | 8 | e |
| {\displaystyle S_{1}(x)} | 3 | c | 6 | d | 5 | 7 | 1 | 9 | f | 2 | 0 | 4 | b | a | e | 8 |

#### Линейное преобразование пар ячеек —L(A,B)
Эта функция преобразует пару s-блоков (то есть размеры её входного и выходного значений одинаковы и равны 8 битам). Наиболее лаконичную запись она имеет в терминах конечных полей многочленов.
Рассмотрим конечное поле многочленов над {\displaystyle GF(2)} степени не выше 3-й. Оно изоморфно полю {\displaystyle GF(2^{4})}; установим стандартное для таких случаев соответствие межу полем многочленов и полем чисел: многочлен будет соответствовать числу, равному значению многочлена при {\displaystyle x=2}. Выберем для этого поля многочленов следующий примитивный многочлен:
{\displaystyle x^{4}+x+1}.
Тогда, если рассматривать {\displaystyle L(A,B)}, как функцию, преобразующую 2 многочлена, а числа и буквы — как многочлены, то
{\displaystyle L(A,B)=((5\bullet A+2\bullet B),(2\bullet A+B))},
где «{\displaystyle \bullet }» и «{\displaystyle +}» — операции умножения и сложения в данном поле многочленов.

#### Перемешивание —Pd
Функция {\displaystyle P_{d}} является композицией трёх более простых перемешиваний, преобразующих массив из {\displaystyle 2^{d}} битовых векторов (то есть размеры их входных и выходных значений одинаковы и равны {\displaystyle 2^{d}\times k} битам, где {\displaystyle k} — число бит в одном элементе этого массива):
{\displaystyle P_{d}(A)=\phi _{d}(P'_{d}(\pi _{d}(A)))}
Приведем алгоритмы этих перемешиваний, обозначив за {\displaystyle A=A_{0}||A_{1}||\dots ||A_{2^{d}-1}} и {\displaystyle B=B_{0}||B_{1}||\dots ||B_{2^{d}-1}} (где {\displaystyle A_{i}} и {\displaystyle B_{i}} — битовые векторы одинакового размера для всех {\displaystyle i}) — входной и выходной векторы соответственно:
- {\displaystyle B=\pi _{d}(A)}:

{\displaystyle for~i=0~~to~2^{d-2}-1~~begin}
{\displaystyle B_{4i+0}=A_{4i+0}}
{\displaystyle B_{4i+1}=A_{4i+1}}
{\displaystyle B_{4i+2}=A_{4i+3}}
{\displaystyle B_{4i+3}=A_{4i+2}}
{\displaystyle end}
- {\displaystyle B=P'_{d}(A)}:

{\displaystyle for~i=0~~to~2^{d-1}-1~~begin}
{\displaystyle B_{i}=A_{2i}}
{\displaystyle B_{i+2^{d-1}}=A_{2i+1}}
{\displaystyle end}
- {\displaystyle B=\phi _{d}(A)}:

{\displaystyle for~i=0~~to~2^{d-2}-1~~begin}
{\displaystyle B_{2i}=A_{2i}}
{\displaystyle B_{2i+1}=A_{2i+1}}
{\displaystyle B_{2^{d-1}+2i}=A_{2^{d-1}+2i+1}}
{\displaystyle B_{2^{d-1}+2i+1}=A_{2^{d-1}+2i}}
{\displaystyle end}

#### Преобразование-раунд —Rd(A,C)
На вход подается {\displaystyle 2^{d+2}}- мерный вектор {\displaystyle A}. Выход — {\displaystyle 2^{d+2}}- мерный вектор. Так же на вход подается {\displaystyle 2^{d}}-битная константа {\displaystyle C}.
Вектор {\displaystyle A} представляется в виде массива из {\displaystyle 2^{d}} полубайт: {\displaystyle A=A_{0}||A_{1}||\dots ||A_{2^{d}-1}}.
Потом над каждым полубайтом {\displaystyle A_{i}} производится преобразование {\displaystyle S_{0}} или {\displaystyle S_{1}} в зависимости от значения {\displaystyle C_{i}} (если {\displaystyle C_{i}=0}, то {\displaystyle S_{0}}, иначе — {\displaystyle S_{1}})
Далее над каждой парой вида {\displaystyle (S_{C_{2i}}(A_{2i}),S_{C_{2i+1}}(A_{2i+1}))} производится линейное преобразование {\displaystyle L(S_{C_{2i}}(A_{2i}),S_{C_{2i+1}}(A_{2i+1}))}.
И в конце концов результаты опять группируются в вектор, биты которого подвергаются перемешиванию {\displaystyle P_{d}}.
Это выражается в виде формулы:
{\displaystyle R_{d}(A,C)=P_{d}{\bigg (}L{\Big (}S_{C_{0}}(A_{0}),S_{C_{1}}(A_{1}){\Big )}||L{\Big (}S_{C_{2}}(A_{2}),S_{C_{3}}(A_{3}){\Big )}||\dots ||L{\Big (}S_{C_{2^{d}-2}}(A_{2^{d}-2}),S_{C_{2^{d}-1}}(A_{2^{d}-1}){\Big )}{\bigg )}}

#### ПреобразованиеEd
На входе {\displaystyle 2^{d+2}} — мерный вектор {\displaystyle A}.
Сначала происходит начальная группировка:
- {\displaystyle B=G_{d}(A)}:

{\displaystyle for~i=0~~to~2^{d-1}-1~~begin}
{\displaystyle B_{8i+0}=A_{i+128\times 0}}
{\displaystyle B_{8i+1}=A_{i+128\times 2}}
{\displaystyle B_{8i+2}=A_{i+128\times 4}}
{\displaystyle B_{8i+3}=A_{i+128\times 6}}
{\displaystyle B_{8i+4}=A_{i+128\times 1}}
{\displaystyle B_{8i+5}=A_{i+128\times 3}}
{\displaystyle B_{8i+6}=A_{i+128\times 5}}
{\displaystyle B_{8i+7}=A_{i+128\times 7}}
{\displaystyle end}
Далее к результату {\displaystyle B} этой группировки применяется {\displaystyle 6\times (d-1)} преобразований-раундов {\displaystyle R_{d}(B,C)} с константами, изменяющимися от раунда к раунду. Начальное значение переменной {\displaystyle C} задаётся, как целая часть числа {\displaystyle ({\sqrt {2}}-1)\times 2^{2^{d}}}, то есть
- {\displaystyle C=\left\lfloor ({\sqrt {2}}-1)\times 2^{2^{d}}\right\rfloor }:

{\displaystyle for~i=1~~to~6\times (d-1)~~begin}
{\displaystyle C=R_{d-2}(C,0)}
{\displaystyle B=R_{d}(B,C)}
{\displaystyle end}
Далее происходит конечная разгруппировка, обратная начальной:
- {\displaystyle B_{fin}=G_{d}^{-1}(B)},

Где {\displaystyle G_{d}^{-1}:G_{d}(G_{d}^{-1}(B))\equiv B}
- {\displaystyle B_{fin}=G_{d}^{-1}(B)}:

{\displaystyle for~i=0~~to~2^{d-1}-1~~begin}
{\displaystyle B_{fin~i+128\times 0}=B_{8i+0}}
{\displaystyle B_{fin~i+128\times 2}=B_{8i+1}}
{\displaystyle B_{fin~i+128\times 4}=B_{8i+2}}
{\displaystyle B_{fin~i+128\times 6}=B_{8i+3}}
{\displaystyle B_{fin~i+128\times 1}=B_{8i+4}}
{\displaystyle B_{fin~i+128\times 3}=B_{8i+5}}
{\displaystyle B_{fin~i+128\times 5}=B_{8i+6}}
{\displaystyle B_{fin~i+128\times 7}=B_{8i+7}}
{\displaystyle end}
Таким образом,
{\displaystyle E_{d}(A)=G^{-1}(R_{d}(R_{d}(R_{d}(\dots (R_{d}(G_{d}(A)),C_{1})\dots ),C_{6(d-1)-1}),C_{6(d-1)}))}
{\displaystyle C_{i}=R_{d-2}(C_{i-1},0),~i=1\dots 6(d-1),~C_{0}=\left\lfloor ({\sqrt {2}}-1)\times 2^{2^{d}}\right\rfloor }

#### Функция свёрткиFd(H,M)
На входе {\displaystyle 2^{d+2}}-битный вектор {\displaystyle H} и {\displaystyle 2^{d+1}}-битный вектор {\displaystyle M}. Сначала {\displaystyle H} преобразуется путём побитового сложения первой половины этого вектора с {\displaystyle M}, потом над результатом выполняется преобразование {\displaystyle E_{d}} и наконец результат преобразуется путём побитового сложения его второй половины с вектором {\displaystyle M}.
Запишем это в виде формул. Пусть {\displaystyle H_{left}} — первая (старшая) половина вектора {\displaystyle H}, а {\displaystyle H_{right}} — вторая. Пусть также функции {\displaystyle E_{d-left}(A)} и {\displaystyle E_{d-right}(A)} возвращают левую и правую половины {\displaystyle E_{d}(A)} соответственно. Тогда
{\displaystyle F_{d}(H,M)=E_{d-left}{\Big (}(H_{left}\oplus M)||H_{right}{\Big )}||{\bigg (}E_{d-right}{\Big (}(H_{left}\oplus M)||H_{right}{\Big )}\oplus M{\bigg )}}

### Используемые функции — адаптация к аппаратной реализации при d=8
Конкретная реализация во многом зависит от таких параметров, как
1. Желательное быстродействие
2. Желательный размер
3. Желательная технология
4. Желательное энергопотребление
5. Желательная помехоустойчивость
6. Желательная стоимость

Поэтому без задания этих параметров адаптация невозможна. Я дам описание преобразования {\displaystyle L} с помощью обычных для аппаратной разработки побитовых операций, а также некоторые константы, которые могут пригодиться, если нет существенного ограничения по размерам схемы.

#### Выражение преобразованияLчерез простые операции с битами
Пусть {\displaystyle L(A,B)=C_{0}||C_{1}||C_{2}||C_{3}||D_{0}||D_{1}||D_{2}||D_{3},}, тогда
{\displaystyle D_{0}=B_{0}\oplus A_{1};}
{\displaystyle D_{1}=B_{1}\oplus A_{2};}
{\displaystyle D_{2}=B_{2}\oplus A_{3}\oplus A_{0};}
{\displaystyle D_{3}=B_{3}\oplus A_{0};}
{\displaystyle C_{0}=A_{0}\oplus D_{1};}
{\displaystyle C_{1}=A_{1}\oplus D_{2};}
{\displaystyle C_{2}=A_{2}\oplus D_{3}\oplus D_{0};}
{\displaystyle C_{3}=A_{3}\oplus D_{0}.}
где «{\displaystyle \oplus }» — операция «исключающее или».
Пусть входной и выходной векторы lin_trans_in[0:7] и lin_trans_out[0:7] соответственно, тогда
```
assign
 

lin_trans_out
[
4
:
7
]
=
lin_trans_in
[
4
:
7
]
 
^
 
{
lin_trans_in
 
[
1
:
3
],
lin_trans_in
 
[
0
]}
 
^
 
{
2
'b0
,
lin_trans_in
 
[
0
],
1
'b0
},

lin_trans_out
[
0
:
3
]
=
lin_trans_in
[
0
:
3
]
 
^
 
{
lin_trans_out
[
1
:
3
],
lin_trans_out
[
0
]}
 
^
 
{
2
'b0
,
lin_trans_out
[
0
],
1
'b0
};

```

#### КонстантыH0при разныхlhash
Для {\displaystyle l_{hash}=~512,~384,~256,~224} будем иметь соответственно:
```
assign
 

hash_0_512
[
0
:
1023
]
=
 
1024'h6fd14b963e00aa17636a2e057a15d5438a225e8d0c97ef0be9341259f2b3c361891da0c1536f801e2aa9056bea2b6d80588eccdb2075baa6a90f3a76baf83bf70169e60541e34a6946b58a8e2e6fe65a1047a7d0c1843c243b6e71b12d5ac199cf57f6ec9db1f856a706887c5716b156e3c2fcdfe68517fb545a4678cc8cdd4b
,

hash_0_384
[
0
:
1023
]
=
 
1024'h481e3bc6d813398a6d3b5e894ade879b63faea68d480ad2e3324cb21480f826798aec84d9082b928d45dea304111424936f555b2924847ecc72d0a93baf43ce1569b7f8a27db454c9ef4bd496397af0e589fc27d26aa80cd80c88b8c9deb2eda8a7981e8f8d5373af43967adddd17a71a9b4d3bda475d39497643fba9842737f
,

hash_0_256
[
0
:
1023
]
=
 
1024'heb98a3412c20d3eb92cdbe7b9cb245c11c93519160d4c7fa260082d67e508a03a4239e267726b945e0fb1a48d41a9477cdb5ab26026b177a56f024420fff2fa871a396897f2e4d751d144908f77de262277695f776248f9487d5b6574780296c5c5e272dac8e0d6c518450c657057a0f7be4d367702412ea89e3ab13d31cd769
,

hash_0_224
[
0
:
1023
]
=
 
1024'h2dfedd62f99a98acae7cacd619d634e7a4831005bc301216b86038c6c966149466d9899f2580706fce9ea31b1d9b1adc11e8325f7b366e10f994857f02fa06c11b4f1b5cd8c840b397f6a17f6e738099dcdf93a5adeaa3d3a431e8dec9539a6822b4a98aec86a1e4d574ac959ce56cf015960deab5ab2bbf9611dcf0dd64ea6e
;

```

#### КонстантыCраундовR8
{\displaystyle C_{i}=R_{6}(C_{i-1},0),~i=1\dots 42,~C_{0}=\left\lfloor ({\sqrt {2}}-1)\times 2^{256}\right\rfloor }
Представим их в виде массива, {\displaystyle C_{i+1}=}round_const[i][0:255]
```
assign
 

round_const
[
0
 
][
0
:
255
]
=
256'h6a09e667f3bcc908b2fb1366ea957d3e3adec17512775099da2f590b0667322a
,

round_const
[
1
 
][
0
:
255
]
=
256'hbb896bf05955abcd5281828d66e7d99ac4203494f89bf12817deb43288712231
,

round_const
[
2
 
][
0
:
255
]
=
256'h1836e76b12d79c55118a1139d2417df52a2021225ff6350063d88e5f1f91631c
,

round_const
[
3
 
][
0
:
255
]
=
256'h263085a7000fa9c3317c6ca8ab65f7a7713cf4201060ce886af855a90d6a4eed
,

round_const
[
4
 
][
0
:
255
]
=
256'h1cebafd51a156aeb62a11fb3be2e14f60b7e48de85814270fd62e97614d7b441
,

round_const
[
5
 
][
0
:
255
]
=
256'he5564cb574f7e09c75e2e244929e9549279ab224a28e445d57185e7d7a09fdc1
,

round_const
[
6
 
][
0
:
255
]
=
256'h5820f0f0d764cff3a5552a5e41a82b9eff6ee0aa615773bb07e8603424c3cf8a
,

round_const
[
7
 
][
0
:
255
]
=
256'hb126fb741733c5bfcef6f43a62e8e5706a26656028aa897ec1ea4616ce8fd510
,

round_const
[
8
 
][
0
:
255
]
=
256'hdbf0de32bca77254bb4f562581a3bc991cf94f225652c27f14eae958ae6aa616
,

round_const
[
9
 
][
0
:
255
]
=
256'he6113be617f45f3de53cff03919a94c32c927b093ac8f23b47f7189aadb9bc67
,

round_const
[
10
][
0
:
255
]
=
256'h80d0d26052ca45d593ab5fb3102506390083afb5ffe107dacfcba7dbe601a12b
,

round_const
[
11
][
0
:
255
]
=
256'h43af1c76126714dfa950c368787c81ae3beecf956c85c962086ae16e40ebb0b4
,

round_const
[
12
][
0
:
255
]
=
256'h9aee8994d2d74a5cdb7b1ef294eed5c1520724dd8ed58c92d3f0e174b0c32045
,

round_const
[
13
][
0
:
255
]
=
256'h0b2aa58ceb3bdb9e1eef66b376e0c565d5d8fe7bacb8da866f859ac521f3d571
,

round_const
[
14
][
0
:
255
]
=
256'h7a1523ef3d970a3a9b0b4d610e02749d37b8d57c1885fe4206a7f338e8356866
,

round_const
[
15
][
0
:
255
]
=
256'h2c2db8f7876685f2cd9a2e0ddb64c9d5bf13905371fc39e0fa86e1477234a297
,

round_const
[
16
][
0
:
255
]
=
256'h9df085eb2544ebf62b50686a71e6e828dfed9dbe0b106c9452ceddff3d138990
,

round_const
[
17
][
0
:
255
]
=
256'he6e5c42cb2d460c9d6e4791a1681bb2e222e54558eb78d5244e217d1bfcf5058
,

round_const
[
18
][
0
:
255
]
=
256'h8f1f57e44e126210f00763ff57da208a5093b8ff7947534a4c260a17642f72b2
,

round_const
[
19
][
0
:
255
]
=
256'hae4ef4792ea148608cf116cb2bff66e8fc74811266cd641112cd17801ed38b59
,

round_const
[
20
][
0
:
255
]
=
256'h91a744efbf68b192d0549b608bdb3191fc12a0e83543cec5f882250b244f78e4
,

round_const
[
21
][
0
:
255
]
=
256'h4b5d27d3368f9c17d4b2a2b216c7e74e7714d2cc03e1e44588cd9936de74357c
,

round_const
[
22
][
0
:
255
]
=
256'h0ea17cafb8286131bda9e3757b3610aa3f77a6d0575053fc926eea7e237df289
,

round_const
[
23
][
0
:
255
]
=
256'h848af9f57eb1a616e2c342c8cea528b8a95a5d16d9d87be9bb3784d0c351c32b
,

round_const
[
24
][
0
:
255
]
=
256'hc0435cc3654fb85dd9335ba91ac3dbde1f85d567d7ad16f9de6e009bca3f95b5
,

round_const
[
25
][
0
:
255
]
=
256'h927547fe5e5e45e2fe99f1651ea1cbf097dc3a3d40ddd21cee260543c288ec6b
,

round_const
[
26
][
0
:
255
]
=
256'hc117a3770d3a34469d50dfa7db020300d306a365374fa828c8b780ee1b9d7a34
,

round_const
[
27
][
0
:
255
]
=
256'h8ff2178ae2dbe5e872fac789a34bc228debf54a882743caad14f3a550fdbe68f
,

round_const
[
28
][
0
:
255
]
=
256'habd06c52ed58ff091205d0f627574c8cbc1fe7cf79210f5a2286f6e23a27efa0
,

round_const
[
29
][
0
:
255
]
=
256'h631f4acb8d3ca4253e301849f157571d3211b6c1045347befb7c77df3c6ca7bd
,

round_const
[
30
][
0
:
255
]
=
256'hae88f2342c23344590be2014fab4f179fd4bf7c90db14fa4018fcce689d2127b
,

round_const
[
31
][
0
:
255
]
=
256'h93b89385546d71379fe41c39bc602e8b7c8b2f78ee914d1f0af0d437a189a8a4
,

round_const
[
32
][
0
:
255
]
=
256'h1d1e036abeef3f44848cd76ef6baa889fcec56cd7967eb909a464bfc23c72435
,

round_const
[
33
][
0
:
255
]
=
256'ha8e4ede4c5fe5e88d4fb192e0a0821e935ba145bbfc59c2508282755a5df53a5
,

round_const
[
34
][
0
:
255
]
=
256'h8e4e37a3b970f079ae9d22a499a714c875760273f74a9398995d32c05027d810
,

round_const
[
35
][
0
:
255
]
=
256'h61cfa42792f93b9fde36eb163e978709fafa7616ec3c7dad0135806c3d91a21b
,

round_const
[
36
][
0
:
255
]
=
256'hf037c5d91623288b7d0302c1b941b72676a943b372659dcd7d6ef408a11b40c0
,

round_const
[
37
][
0
:
255
]
=
256'h2a306354ca3ea90b0e97eaebcea0a6d7c6522399e885c613de824922c892c490
,

round_const
[
38
][
0
:
255
]
=
256'h3ca6cdd788a5bdc5ef2dceeb16bca31e0a0d2c7e9921b6f71d33e25dd2f3cf53
,

round_const
[
39
][
0
:
255
]
=
256'hf72578721db56bf8f49538b0ae6ea470c2fb1339dd26333f135f7def45376ec0
,

round_const
[
40
][
0
:
255
]
=
256'he449a03eab359e34095f8b4b55cd7ac7c0ec6510f2c4cc79fa6b1fee6b18c59e
,

round_const
[
41
][
0
:
255
]
=
256'h73bd6978c59f2b219449b36770fb313fbe2da28f6b04275f071a1b193dde2072
;

```

#### Позиции полубайтов после перемешиванияP8
Пусть на вход {\displaystyle P_{8}} поступил 1024-битный вектор — массив из 256-ти 4-битных векторов: {\displaystyle A=A_{1}||A_{2}||\dots ||A_{256}}, а на выходе имеем {\displaystyle B=B_{1}||B_{2}||\dots ||B_{256}}, тогда {\displaystyle B_{i}=A_{permut\_pose[i*8-1-:8]}}. Это означает, что первый полубайт выходного вектора {\displaystyle B} будет равен полубайту входного вектора {\displaystyle A} с номером позиции (от 0 до 255), содержащемся в первом байте константы permut_pose[0:2047], второй полубайт выходного вектора — полубайту входного вектора с номером позиции, содержащемся во втором байте permut_pose[0:2047], и т. д.
```
assign
 

permut_pose
[
0
:
2047
]
=
2048'h00030407080b0c0f10131417181b1c1f20232427282b2c2f30333437383b3c3f40434447484b4c4f50535457585b5c5f60636467686b6c6f70737477787b7c7f80838487888b8c8f90939497989b9c9fa0a3a4a7a8abacafb0b3b4b7b8bbbcbfc0c3c4c7c8cbcccfd0d3d4d7d8dbdcdfe0e3e4e7e8ebeceff0f3f4f7f8fbfcff020106050a090e0d121116151a191e1d222126252a292e2d323136353a393e3d424146454a494e4d525156555a595e5d626166656a696e6d727176757a797e7d828186858a898e8d929196959a999e9da2a1a6a5aaa9aeadb2b1b6b5bab9bebdc2c1c6c5cac9cecdd2d1d6d5dad9dedde2e1e6e5eae9eeedf2f1f6f5faf9fefd
;

```

### Используемые функции — адаптация к программной реализации при d=8
Суть этой адаптации заключается в минимизации числа операций путём использования операций с как можно более длинными операндами. Сделать это позволяют такие технологии, как, например, SIMD, SSE2, AVX.

#### примеры реализации на языке C
Для пояснения работы функций, а также для того, чтобы показать константы раундов, будут приводиться куски кода на C. Будучи соединёнными в один файл и дополненными функцией main(), приведённой ниже, они компилируются; полученная программа реализует функцию {\displaystyle E_{8}}.
```
#include
 
<emmintrin.h>

#include
 
<stdlib.h>

#include
 
<stdio.h>

typedef
 
__m128i
  
word128
;
   
/*word128 defines a 128-bit SSE2 word*/

/*define data alignment for different C compilers*/

#if defined(__GNUC__)

      
#define DATA_ALIGN16(x) x __attribute__ ((aligned(16)))

#else

      
#define DATA_ALIGN16(x) __declspec(align(16)) x

#endif

/*The following defines operations on 128-bit word(s)*/

#define CONSTANT(b)   _mm_set1_epi8((b))          
/*set each byte in a 128-bit register to be "b"*/

#define XOR(x,y)      _mm_xor_si128((x),(y))      
/*XOR(x,y) = x ^ y, where x and y are two 128-bit word*/

#define AND(x,y)      _mm_and_si128((x),(y))      
/*AND(x,y) = x & y, where x and y are two 128-bit word*/

#define ANDNOT(x,y)   _mm_andnot_si128((x),(y))   
/*ANDNOT(x,y) = (!x) & y, where x and y are two 128-bit word*/

#define OR(x,y)       _mm_or_si128((x),(y))       
/*OR(x,y)  = x | y, where x and y are two 128-bit word*/

#define SHR1(x)       _mm_srli_epi16((x), 1)      
/*SHR1(x)  = x >> 1, where x is a 128 bit word*/

#define SHR2(x)       _mm_srli_epi16((x), 2)      
/*SHR2(x)  = x >> 2, where x is a 128 bit word*/

#define SHR4(x)       _mm_srli_epi16((x), 4)      
/*SHR4(x)  = x >> 4, where x is a 128 bit word*/

#define SHR8(x)       _mm_slli_epi16((x), 8)      
/*SHR8(x)  = x >> 8, where x is a 128 bit word*/

#define SHR16(x)      _mm_slli_epi32((x), 16)     
/*SHR16(x) = x >> 16, where x is a 128 bit word*/

#define SHR32(x)      _mm_slli_epi64((x), 32)     
/*SHR32(x) = x >> 32, where x is a 128 bit word*/

#define SHR64(x)      _mm_slli_si128((x), 8)      
/*SHR64(x) = x >> 64, where x is a 128 bit word*/

#define SHL1(x)       _mm_slli_epi16((x), 1)      
/*SHL1(x)  = x << 1, where x is a 128 bit word*/

#define SHL2(x)       _mm_slli_epi16((x), 2)    
/*SHL2(x)  = x << 2, where x is a 128 bit word*/

#define SHL4(x)       _mm_slli_epi16((x), 4)    
/*SHL4(x)  = x << 4, where x is a 128 bit word*/

#define SHL8(x)       _mm_srli_epi16((x), 8)    
/*SHL8(x)  = x << 8, where x is a 128 bit word*/

#define SHL16(x)      _mm_srli_epi32((x), 16)   
/*SHL16(x) = x << 16, where x is a 128 bit word*/

#define SHL32(x)      _mm_srli_epi64((x), 32)   
/*SHL32(x) = x << 32, where x is a 128 bit word*/

#define SHL64(x)      _mm_srli_si128((x), 8)    
/*SHL64(x) = x << 64, where x is a 128 bit word*/

```

```
int
 
main
()

{

	
int
 
j
;

	
void
*
 
e8_out
;

	

	
//here can be any constant you like to use for E8 check

	
char
 
e8_in
[
128
]
=
{
0
,
0xe0
,
0
,
0
,
0
,
0
,
0
,
0
,
0
,
0
,
0
,
0
,
0
,
0
,
0
,
0
,
0
,
0
,
0
,
0
,
0
,
0
,
0
,
0
,
0
,
0
,
0
,
0
,
0
,
0
,
0
,
0
,
0
,
0
,
0
,
0
,
0
,
0
,
0
,
0
,
0
,
0
,
0
,
0
,
0
,
0
,
0
,
0
,
0
,
0
,
0
,
0
,
0
,
0
,
0
,
0
,
0
,
0
,
0
,
0
,
0
,
0
,
0
,
0
,
0
,
0
,
0
,
0
,
0
,
0
,
0
,
0
,
0
,
0
,
0
,
0
,
0
,
0
,
0
,
0
,
0
,
0
,
0
,
0
,
0
,
0
,
0
,
0
,
0
,
0
,
0
,
0
,
0
,
0
,
0
,
0
,
0
,
0
,
0
,
0
,
0
,
0
,
0
,
0
,
0
,
0
,
0
,
0
,
0
,
0
,
0
,
0
,
0
,
0
,
0
,
0
,
0
,
0
,
0
,
0
,
0
,
0
,
0
,
0
,
0
,
0
,
0
,
0
};

		

	
e8_out
=
(
void
*
)
calloc
(
9
,
sizeof
(
word128
));

	
//16 byte allignment - important!

	
e8_out
=
(
void
*
)(((
int
)
 
e8_out
)
 
+
 
16
 
-
 
(((
int
)
 
e8_out
)
 
&
 
15
));

		

	
for
 
(
j
 
=
 
0
;
 
j
 
<
 
128
;
 
j
++
)

		
*
((
char
*
)
e8_out
+
j
)
=
e8_in
[
j
];

	
printf
(
"
\n
input
\n
"
);

	
for
 
(
j
 
=
 
0
;
 
j
 
<
 
128
;
 
j
++
)

		
printf
(
"%.2x"
,(
char
)(
*
((
char
*
)
e8_out
+
j
))
 
&
 
0xff
);

	
E8
((
word128
*
)
e8_out
);

        
//out must be equal

        
//2dfedd62f99a98acae7cacd619d634e7a4831005bc301216b86038c6c966149466d9899f2580706fce9ea31b1d9b1adc11e8325f7b366e10f994857f02fa06c11b4f1b5cd8c840b397f6a17f6e738099dcdf93a5adeaa3d3a431e8dec9539a6822b4a98aec86a1e4d574ac959ce56cf015960deab5ab2bbf9611dcf0dd64ea6e

	
printf
(
"
\n
output
\n
"
);

	
for
 
(
j
 
=
 
0
;
 
j
 
<
 
128
;
 
j
++
)

		
printf
(
"%.2x"
,(
char
)(
*
((
char
*
)
e8_out
+
j
))
 
&
 
0xff
);

	

	
return
(
0
);

}

```

#### ФункцияSBox
Преобразует четыре 128-битных вектора в зависимости от 128-битной константы. То есть
{\displaystyle (x_{0},x_{1},x_{2},x_{3})=SBox(x_{00},x_{10},x_{20},x_{30},c)}
Алгоритм таков. Введём ещё 128-битную переменную t и проинициализируем переменные начальными значениями
{\displaystyle (x_{0},x_{1},x_{2},x_{3})=(x_{00},x_{10},x_{20},x_{30})},
тогда последовательность присваиваний следующая:
1. {\displaystyle x_{3}=\neg x_{3}}
2. {\displaystyle x_{0}=x_{0}\oplus (c~\&~(\neg x_{2}))}
3. {\displaystyle t~~=c~\oplus (x_{0}~\&~x_{1})}
4. {\displaystyle x_{0}=x_{0}\oplus (x_{2}~\&~x_{3})}
5. {\displaystyle x_{3}=x_{3}\oplus ((\neg x_{1})~\&~x_{2})}
6. {\displaystyle x_{1}=x_{1}\oplus (x_{0}~\&~x_{2})}
7. {\displaystyle x_{2}=x_{2}\oplus (x_{0}~\&~(\neg x_{3}))}
8. {\displaystyle x_{0}=x_{0}\oplus (x_{1}|x_{3})}
9. {\displaystyle x_{3}=x_{3}\oplus (x_{1}~\&~x_{2})}
10. {\displaystyle x_{1}=x_{1}\oplus (t~\&~x_{0})}
11. {\displaystyle x_{2}=x_{2}\oplus t}

```
/*Sbox implements S0 and S1, selected by a constant bit*/

#define S_BOX(m0,m1,m2,m3,cnst)  {    \

      word128 t;                         \

      m3 = XOR(m3,CONSTANT(0xff));       \

      m0 = XOR(m0,ANDNOT(m2,cnst));     \

      t  = XOR(cnst,AND(m0,m1));        \

      m0 = XOR(m0,AND(m3,m2));           \

      m3 = XOR(m3,ANDNOT(m1,m2));        \

      m1 = XOR(m1,AND(m0,m2));           \

      m2 = XOR(m2,ANDNOT(m3,m0));        \

      m0 = XOR(m0,OR(m1,m3));            \

      m3 = XOR(m3,AND(m1,m2));           \

      m2 = XOR(m2,t);                   \

      m1 = XOR(m1,AND(t,m0));           \

     }

```

- описание используемых макросов см. в блоке "предварительные объявления на C"

#### ФункцияLinTrans
Преобразует восемь 128-битных переменных. Пусть {\displaystyle (b_{0},b_{1},b_{2},b_{3},b_{4},b_{5},b_{6},b_{7})=LinTrans(a_{0},a_{1},a_{2},a_{3},a_{4},a_{5},a_{6},a_{7})}, тогда
{\displaystyle b_{4}=a_{4}\oplus a_{1}}
{\displaystyle b_{5}=a_{5}\oplus a_{2}}
{\displaystyle b_{6}=a_{6}\oplus a_{3}\oplus a_{0}}
{\displaystyle b_{7}=a_{7}\oplus a_{0}}
{\displaystyle b_{0}=a_{0}\oplus b_{5}}
{\displaystyle b_{1}=a_{1}\oplus b_{6}}
{\displaystyle b_{2}=a_{2}\oplus b_{7}\oplus b_{4}}
{\displaystyle b_{3}=a_{3}\oplus b_{4}}
```
/*The MDS code*/

#define LIN_TRANS(word)     \

      word[1] = XOR(word[1],word[2]);           \

      word[3] = XOR(word[3],word[4]);           \

      word[5] = XOR(XOR(word[5],word[6]),word[0]);   \

      word[7] = XOR(word[7],word[0]);           \

      word[0] = XOR(word[0],word[3]);           \

      word[2] = XOR(word[2],word[5]);           \

      word[4] = XOR(XOR(word[4],word[7]),word[1]);   \

      word[6] = XOR(word[6],word[1]);

```

В коде для удобства дальнейшего использования {\displaystyle a_{0},a_{1},a_{2},a_{3},a_{4},a_{5},a_{6},a_{7}} соответствует (word[0],word[2],word[4],word[6],word[1],word[3],word[5],word[7])
- описание используемых макросов см. в блоке "предварительные объявления на C"

#### ФункцияPermutation
Преобразует 128-битную переменную в зависимости от целой константы {\displaystyle n:~6\geq n\geq 0}. Эта функция не оптимизируется для использования 128-битных переменных, однако для совместного использования с другими функциями из этого раздела она необходима.
Пусть {\displaystyle b=Permutation(a,n)}, {\displaystyle b=b_{0}||b_{1}||\dots ||b_{127},a=a_{0}||a_{1}||\dots ||a_{127}} где. Алгоритм получения числа {\displaystyle b} таков:
- {\displaystyle b=a}:

{\displaystyle for~i=0~~to~{\frac {128}{2\times 2^{n}}}-1~~begin}
{\displaystyle Swap{\Big (}(b_{2\times 2^{n}\times i+0}||b_{2\times 2^{n}\times i+1}||\dots ||b_{2\times 2^{n}\times i+2^{n}-1}),~(b_{2\times 2^{n}\times i+2^{n}+0}||b_{2\times 2^{n}\times i+2^{n}+1}||\dots ||b_{2\times 2^{n}\times i+2^{n}+2^{n}-1}){\Big )}}
{\displaystyle end}
Здесь запись {\displaystyle Swap(p,q)} означает такой участок алгоритма, после которого переменная {\displaystyle p} принимает значение, которое было у переменной {\displaystyle q}, а переменная {\displaystyle q} принимает значение, которое было у переменной {\displaystyle p}.
```
/*The following defines operations on 128-bit word(s)*/

#define SWAP0(x)      OR(SHR1(AND((x),CONSTANT(0xaa))),SHL1(AND((x),CONSTANT(0x55))))  
/*swapping bit 2i with bit 2i+1 of the 128-bit x */

#define SWAP1(x)      OR(SHR2(AND((x),CONSTANT(0xcc))),SHL2(AND((x),CONSTANT(0x33))))  
/*swapping bit 4i||4i+1 with bit 4i+2||4i+3 of the 128-bit x */

#define SWAP2(x)      OR(SHR4(AND((x),CONSTANT(0xf0))),SHL4(AND((x),CONSTANT(0xf))))   
/*swapping bits 8i||8i+1||8i+2||8i+3 with bits 8i+4||8i+5||8i+6||8i+7 of the 128-bit x */

#define SWAP3(x)      OR(SHR8(x),SHL8(x))                          
/*swapping bits 16i||16i+1||...||16i+7 with bits 16i+8||16i+9||...||16i+15 of the 128-bit x */

#define SWAP4(x)     OR(SHR16(x),SHL16(x))                        
/*swapping bits 32i||32i+1||...||32i+15 with bits 32i+16||32i+17||...||32i+31 of the 128-bit x */

#define SWAP5(x)     _mm_shuffle_epi32((x),_MM_SHUFFLE(2,3,0,1))  
/*swapping bits 64i||64i+1||...||64i+31 with bits 64i+32||64i+33||...||64i+63 of the 128-bit x*/

#define SWAP6(x)     _mm_shuffle_epi32((x),_MM_SHUFFLE(1,0,3,2))  
/*swapping bits 128i||128i+1||...||128i+63 with bits 128i+64||128i+65||...||128i+127 of the 128-bit x*/

#define STORE(x,p)    _mm_store_si128((__m128i *)(p), (x))         
/*store the 128-bit word x into memeory address p, where p is the multile of 16 bytes*/

#define LOAD(p)       _mm_load_si128((__m128i *)(p))               
/*load 16 bytes from the memory address p, return a 128-bit word, where p is the multile of 16 bytes*/

#define PERMUTATION(word,n)         \

      word[1] = SWAP##n(word[1]); word[3] = SWAP##n(word[3]); word[5] = SWAP##n(word[5]); word[7] = SWAP##n(word[7]);

```

- описание используемых макросов см. в блоке «предварительные объявления на C»

#### ФункцияE8, адаптированная к программной реализации
Преобразует 1024-битный вектор. Совпадает с функцией {\displaystyle E_{8}}, описанной в обобщённом случае (в том смысле, что при совпадении значений аргументов совпадают значения функций). Пусть на вход поступил 1024-битный вектор. Представим его в виде набора 8-ми 128-битных переменных: {\displaystyle (x_{0},x_{1},x_{2},x_{3},x_{4},x_{5},x_{6},x_{7})}. После следующих преобразований они будут представлять собой выходной вектор:
{\displaystyle for~r=0~~to~41~~begin}
{\displaystyle (x_{0},x_{2},x_{4},x_{6})=SBox(x_{0},x_{2},x_{4},x_{6},C_{r}^{even})}
{\displaystyle (x_{1},x_{3},x_{5},x_{7})=SBox(x_{1},x_{3},x_{5},x_{7},C_{r}^{odd})}
{\displaystyle (x_{0},x_{2},x_{4},x6_{,}x_{1},x_{3},x_{5},x_{7})=LinTrans(x_{0},x_{2},x_{4},x_{6},x_{1},x_{3},x_{5},x_{7})}
{\displaystyle x_{1}=Permutation(x_{1},r{\bmod {7}})}
{\displaystyle x_{3}=Permutation(x_{3},r{\bmod {7}})}
{\displaystyle x_{5}=Permutation(x_{5},r{\bmod {7}})}
{\displaystyle x_{7}=Permutation(x_{7},r{\bmod {7}})}
{\displaystyle end}
Использующиеся 128-битные константы задаются следующим образом: {\displaystyle C_{r}^{odd}=C_{r}^{1}||C_{r}^{3}||\dots ||C_{r}^{255},~C_{r}^{even}=C_{r}^{0}||C_{r}^{2}||\dots ||C_{r}^{254},~C_{r}=R_{6}(C_{r-1},0),~r=1\dots 42,~C_{0}=\left\lfloor ({\sqrt {2}}-1)\times 2^{256}\right\rfloor }
```
/*42 round constants, each round constant is 32-byte (256-bit)*/

DATA_ALIGN16
(
const
 
unsigned
 
char
 
E8_bitslice_roundconstant
[
42
][
32
])
=
{

{
0x72
,
0xd5
,
0xde
,
0xa2
,
0xdf
,
0x15
,
0xf8
,
0x67
,
0x7b
,
0x84
,
0x15
,
0xa
,
0xb7
,
0x23
,
0x15
,
0x57
,
0x81
,
0xab
,
0xd6
,
0x90
,
0x4d
,
0x5a
,
0x87
,
0xf6
,
0x4e
,
0x9f
,
0x4f
,
0xc5
,
0xc3
,
0xd1
,
0x2b
,
0x40
},

{
0xea
,
0x98
,
0x3a
,
0xe0
,
0x5c
,
0x45
,
0xfa
,
0x9c
,
0x3
,
0xc5
,
0xd2
,
0x99
,
0x66
,
0xb2
,
0x99
,
0x9a
,
0x66
,
0x2
,
0x96
,
0xb4
,
0xf2
,
0xbb
,
0x53
,
0x8a
,
0xb5
,
0x56
,
0x14
,
0x1a
,
0x88
,
0xdb
,
0xa2
,
0x31
},

{
0x3
,
0xa3
,
0x5a
,
0x5c
,
0x9a
,
0x19
,
0xe
,
0xdb
,
0x40
,
0x3f
,
0xb2
,
0xa
,
0x87
,
0xc1
,
0x44
,
0x10
,
0x1c
,
0x5
,
0x19
,
0x80
,
0x84
,
0x9e
,
0x95
,
0x1d
,
0x6f
,
0x33
,
0xeb
,
0xad
,
0x5e
,
0xe7
,
0xcd
,
0xdc
},

{
0x10
,
0xba
,
0x13
,
0x92
,
0x2
,
0xbf
,
0x6b
,
0x41
,
0xdc
,
0x78
,
0x65
,
0x15
,
0xf7
,
0xbb
,
0x27
,
0xd0
,
0xa
,
0x2c
,
0x81
,
0x39
,
0x37
,
0xaa
,
0x78
,
0x50
,
0x3f
,
0x1a
,
0xbf
,
0xd2
,
0x41
,
0x0
,
0x91
,
0xd3
},

{
0x42
,
0x2d
,
0x5a
,
0xd
,
0xf6
,
0xcc
,
0x7e
,
0x90
,
0xdd
,
0x62
,
0x9f
,
0x9c
,
0x92
,
0xc0
,
0x97
,
0xce
,
0x18
,
0x5c
,
0xa7
,
0xb
,
0xc7
,
0x2b
,
0x44
,
0xac
,
0xd1
,
0xdf
,
0x65
,
0xd6
,
0x63
,
0xc6
,
0xfc
,
0x23
},

{
0x97
,
0x6e
,
0x6c
,
0x3
,
0x9e
,
0xe0
,
0xb8
,
0x1a
,
0x21
,
0x5
,
0x45
,
0x7e
,
0x44
,
0x6c
,
0xec
,
0xa8
,
0xee
,
0xf1
,
0x3
,
0xbb
,
0x5d
,
0x8e
,
0x61
,
0xfa
,
0xfd
,
0x96
,
0x97
,
0xb2
,
0x94
,
0x83
,
0x81
,
0x97
},

{
0x4a
,
0x8e
,
0x85
,
0x37
,
0xdb
,
0x3
,
0x30
,
0x2f
,
0x2a
,
0x67
,
0x8d
,
0x2d
,
0xfb
,
0x9f
,
0x6a
,
0x95
,
0x8a
,
0xfe
,
0x73
,
0x81
,
0xf8
,
0xb8
,
0x69
,
0x6c
,
0x8a
,
0xc7
,
0x72
,
0x46
,
0xc0
,
0x7f
,
0x42
,
0x14
},

{
0xc5
,
0xf4
,
0x15
,
0x8f
,
0xbd
,
0xc7
,
0x5e
,
0xc4
,
0x75
,
0x44
,
0x6f
,
0xa7
,
0x8f
,
0x11
,
0xbb
,
0x80
,
0x52
,
0xde
,
0x75
,
0xb7
,
0xae
,
0xe4
,
0x88
,
0xbc
,
0x82
,
0xb8
,
0x0
,
0x1e
,
0x98
,
0xa6
,
0xa3
,
0xf4
},

{
0x8e
,
0xf4
,
0x8f
,
0x33
,
0xa9
,
0xa3
,
0x63
,
0x15
,
0xaa
,
0x5f
,
0x56
,
0x24
,
0xd5
,
0xb7
,
0xf9
,
0x89
,
0xb6
,
0xf1
,
0xed
,
0x20
,
0x7c
,
0x5a
,
0xe0
,
0xfd
,
0x36
,
0xca
,
0xe9
,
0x5a
,
0x6
,
0x42
,
0x2c
,
0x36
},

{
0xce
,
0x29
,
0x35
,
0x43
,
0x4e
,
0xfe
,
0x98
,
0x3d
,
0x53
,
0x3a
,
0xf9
,
0x74
,
0x73
,
0x9a
,
0x4b
,
0xa7
,
0xd0
,
0xf5
,
0x1f
,
0x59
,
0x6f
,
0x4e
,
0x81
,
0x86
,
0xe
,
0x9d
,
0xad
,
0x81
,
0xaf
,
0xd8
,
0x5a
,
0x9f
},

{
0xa7
,
0x5
,
0x6
,
0x67
,
0xee
,
0x34
,
0x62
,
0x6a
,
0x8b
,
0xb
,
0x28
,
0xbe
,
0x6e
,
0xb9
,
0x17
,
0x27
,
0x47
,
0x74
,
0x7
,
0x26
,
0xc6
,
0x80
,
0x10
,
0x3f
,
0xe0
,
0xa0
,
0x7e
,
0x6f
,
0xc6
,
0x7e
,
0x48
,
0x7b
},

{
0xd
,
0x55
,
0xa
,
0xa5
,
0x4a
,
0xf8
,
0xa4
,
0xc0
,
0x91
,
0xe3
,
0xe7
,
0x9f
,
0x97
,
0x8e
,
0xf1
,
0x9e
,
0x86
,
0x76
,
0x72
,
0x81
,
0x50
,
0x60
,
0x8d
,
0xd4
,
0x7e
,
0x9e
,
0x5a
,
0x41
,
0xf3
,
0xe5
,
0xb0
,
0x62
},

{
0xfc
,
0x9f
,
0x1f
,
0xec
,
0x40
,
0x54
,
0x20
,
0x7a
,
0xe3
,
0xe4
,
0x1a
,
0x0
,
0xce
,
0xf4
,
0xc9
,
0x84
,
0x4f
,
0xd7
,
0x94
,
0xf5
,
0x9d
,
0xfa
,
0x95
,
0xd8
,
0x55
,
0x2e
,
0x7e
,
0x11
,
0x24
,
0xc3
,
0x54
,
0xa5
},

{
0x5b
,
0xdf
,
0x72
,
0x28
,
0xbd
,
0xfe
,
0x6e
,
0x28
,
0x78
,
0xf5
,
0x7f
,
0xe2
,
0xf
,
0xa5
,
0xc4
,
0xb2
,
0x5
,
0x89
,
0x7c
,
0xef
,
0xee
,
0x49
,
0xd3
,
0x2e
,
0x44
,
0x7e
,
0x93
,
0x85
,
0xeb
,
0x28
,
0x59
,
0x7f
},

{
0x70
,
0x5f
,
0x69
,
0x37
,
0xb3
,
0x24
,
0x31
,
0x4a
,
0x5e
,
0x86
,
0x28
,
0xf1
,
0x1d
,
0xd6
,
0xe4
,
0x65
,
0xc7
,
0x1b
,
0x77
,
0x4
,
0x51
,
0xb9
,
0x20
,
0xe7
,
0x74
,
0xfe
,
0x43
,
0xe8
,
0x23
,
0xd4
,
0x87
,
0x8a
},

{
0x7d
,
0x29
,
0xe8
,
0xa3
,
0x92
,
0x76
,
0x94
,
0xf2
,
0xdd
,
0xcb
,
0x7a
,
0x9
,
0x9b
,
0x30
,
0xd9
,
0xc1
,
0x1d
,
0x1b
,
0x30
,
0xfb
,
0x5b
,
0xdc
,
0x1b
,
0xe0
,
0xda
,
0x24
,
0x49
,
0x4f
,
0xf2
,
0x9c
,
0x82
,
0xbf
},

{
0xa4
,
0xe7
,
0xba
,
0x31
,
0xb4
,
0x70
,
0xbf
,
0xff
,
0xd
,
0x32
,
0x44
,
0x5
,
0xde
,
0xf8
,
0xbc
,
0x48
,
0x3b
,
0xae
,
0xfc
,
0x32
,
0x53
,
0xbb
,
0xd3
,
0x39
,
0x45
,
0x9f
,
0xc3
,
0xc1
,
0xe0
,
0x29
,
0x8b
,
0xa0
},

{
0xe5
,
0xc9
,
0x5
,
0xfd
,
0xf7
,
0xae
,
0x9
,
0xf
,
0x94
,
0x70
,
0x34
,
0x12
,
0x42
,
0x90
,
0xf1
,
0x34
,
0xa2
,
0x71
,
0xb7
,
0x1
,
0xe3
,
0x44
,
0xed
,
0x95
,
0xe9
,
0x3b
,
0x8e
,
0x36
,
0x4f
,
0x2f
,
0x98
,
0x4a
},

{
0x88
,
0x40
,
0x1d
,
0x63
,
0xa0
,
0x6c
,
0xf6
,
0x15
,
0x47
,
0xc1
,
0x44
,
0x4b
,
0x87
,
0x52
,
0xaf
,
0xff
,
0x7e
,
0xbb
,
0x4a
,
0xf1
,
0xe2
,
0xa
,
0xc6
,
0x30
,
0x46
,
0x70
,
0xb6
,
0xc5
,
0xcc
,
0x6e
,
0x8c
,
0xe6
},

{
0xa4
,
0xd5
,
0xa4
,
0x56
,
0xbd
,
0x4f
,
0xca
,
0x0
,
0xda
,
0x9d
,
0x84
,
0x4b
,
0xc8
,
0x3e
,
0x18
,
0xae
,
0x73
,
0x57
,
0xce
,
0x45
,
0x30
,
0x64
,
0xd1
,
0xad
,
0xe8
,
0xa6
,
0xce
,
0x68
,
0x14
,
0x5c
,
0x25
,
0x67
},

{
0xa3
,
0xda
,
0x8c
,
0xf2
,
0xcb
,
0xe
,
0xe1
,
0x16
,
0x33
,
0xe9
,
0x6
,
0x58
,
0x9a
,
0x94
,
0x99
,
0x9a
,
0x1f
,
0x60
,
0xb2
,
0x20
,
0xc2
,
0x6f
,
0x84
,
0x7b
,
0xd1
,
0xce
,
0xac
,
0x7f
,
0xa0
,
0xd1
,
0x85
,
0x18
},

{
0x32
,
0x59
,
0x5b
,
0xa1
,
0x8d
,
0xdd
,
0x19
,
0xd3
,
0x50
,
0x9a
,
0x1c
,
0xc0
,
0xaa
,
0xa5
,
0xb4
,
0x46
,
0x9f
,
0x3d
,
0x63
,
0x67
,
0xe4
,
0x4
,
0x6b
,
0xba
,
0xf6
,
0xca
,
0x19
,
0xab
,
0xb
,
0x56
,
0xee
,
0x7e
},

{
0x1f
,
0xb1
,
0x79
,
0xea
,
0xa9
,
0x28
,
0x21
,
0x74
,
0xe9
,
0xbd
,
0xf7
,
0x35
,
0x3b
,
0x36
,
0x51
,
0xee
,
0x1d
,
0x57
,
0xac
,
0x5a
,
0x75
,
0x50
,
0xd3
,
0x76
,
0x3a
,
0x46
,
0xc2
,
0xfe
,
0xa3
,
0x7d
,
0x70
,
0x1
},

{
0xf7
,
0x35
,
0xc1
,
0xaf
,
0x98
,
0xa4
,
0xd8
,
0x42
,
0x78
,
0xed
,
0xec
,
0x20
,
0x9e
,
0x6b
,
0x67
,
0x79
,
0x41
,
0x83
,
0x63
,
0x15
,
0xea
,
0x3a
,
0xdb
,
0xa8
,
0xfa
,
0xc3
,
0x3b
,
0x4d
,
0x32
,
0x83
,
0x2c
,
0x83
},

{
0xa7
,
0x40
,
0x3b
,
0x1f
,
0x1c
,
0x27
,
0x47
,
0xf3
,
0x59
,
0x40
,
0xf0
,
0x34
,
0xb7
,
0x2d
,
0x76
,
0x9a
,
0xe7
,
0x3e
,
0x4e
,
0x6c
,
0xd2
,
0x21
,
0x4f
,
0xfd
,
0xb8
,
0xfd
,
0x8d
,
0x39
,
0xdc
,
0x57
,
0x59
,
0xef
},

{
0x8d
,
0x9b
,
0xc
,
0x49
,
0x2b
,
0x49
,
0xeb
,
0xda
,
0x5b
,
0xa2
,
0xd7
,
0x49
,
0x68
,
0xf3
,
0x70
,
0xd
,
0x7d
,
0x3b
,
0xae
,
0xd0
,
0x7a
,
0x8d
,
0x55
,
0x84
,
0xf5
,
0xa5
,
0xe9
,
0xf0
,
0xe4
,
0xf8
,
0x8e
,
0x65
},

{
0xa0
,
0xb8
,
0xa2
,
0xf4
,
0x36
,
0x10
,
0x3b
,
0x53
,
0xc
,
0xa8
,
0x7
,
0x9e
,
0x75
,
0x3e
,
0xec
,
0x5a
,
0x91
,
0x68
,
0x94
,
0x92
,
0x56
,
0xe8
,
0x88
,
0x4f
,
0x5b
,
0xb0
,
0x5c
,
0x55
,
0xf8
,
0xba
,
0xbc
,
0x4c
},

{
0xe3
,
0xbb
,
0x3b
,
0x99
,
0xf3
,
0x87
,
0x94
,
0x7b
,
0x75
,
0xda
,
0xf4
,
0xd6
,
0x72
,
0x6b
,
0x1c
,
0x5d
,
0x64
,
0xae
,
0xac
,
0x28
,
0xdc
,
0x34
,
0xb3
,
0x6d
,
0x6c
,
0x34
,
0xa5
,
0x50
,
0xb8
,
0x28
,
0xdb
,
0x71
},

{
0xf8
,
0x61
,
0xe2
,
0xf2
,
0x10
,
0x8d
,
0x51
,
0x2a
,
0xe3
,
0xdb
,
0x64
,
0x33
,
0x59
,
0xdd
,
0x75
,
0xfc
,
0x1c
,
0xac
,
0xbc
,
0xf1
,
0x43
,
0xce
,
0x3f
,
0xa2
,
0x67
,
0xbb
,
0xd1
,
0x3c
,
0x2
,
0xe8
,
0x43
,
0xb0
},

{
0x33
,
0xa
,
0x5b
,
0xca
,
0x88
,
0x29
,
0xa1
,
0x75
,
0x7f
,
0x34
,
0x19
,
0x4d
,
0xb4
,
0x16
,
0x53
,
0x5c
,
0x92
,
0x3b
,
0x94
,
0xc3
,
0xe
,
0x79
,
0x4d
,
0x1e
,
0x79
,
0x74
,
0x75
,
0xd7
,
0xb6
,
0xee
,
0xaf
,
0x3f
},

{
0xea
,
0xa8
,
0xd4
,
0xf7
,
0xbe
,
0x1a
,
0x39
,
0x21
,
0x5c
,
0xf4
,
0x7e
,
0x9
,
0x4c
,
0x23
,
0x27
,
0x51
,
0x26
,
0xa3
,
0x24
,
0x53
,
0xba
,
0x32
,
0x3c
,
0xd2
,
0x44
,
0xa3
,
0x17
,
0x4a
,
0x6d
,
0xa6
,
0xd5
,
0xad
},

{
0xb5
,
0x1d
,
0x3e
,
0xa6
,
0xaf
,
0xf2
,
0xc9
,
0x8
,
0x83
,
0x59
,
0x3d
,
0x98
,
0x91
,
0x6b
,
0x3c
,
0x56
,
0x4c
,
0xf8
,
0x7c
,
0xa1
,
0x72
,
0x86
,
0x60
,
0x4d
,
0x46
,
0xe2
,
0x3e
,
0xcc
,
0x8
,
0x6e
,
0xc7
,
0xf6
},

{
0x2f
,
0x98
,
0x33
,
0xb3
,
0xb1
,
0xbc
,
0x76
,
0x5e
,
0x2b
,
0xd6
,
0x66
,
0xa5
,
0xef
,
0xc4
,
0xe6
,
0x2a
,
0x6
,
0xf4
,
0xb6
,
0xe8
,
0xbe
,
0xc1
,
0xd4
,
0x36
,
0x74
,
0xee
,
0x82
,
0x15
,
0xbc
,
0xef
,
0x21
,
0x63
},

{
0xfd
,
0xc1
,
0x4e
,
0xd
,
0xf4
,
0x53
,
0xc9
,
0x69
,
0xa7
,
0x7d
,
0x5a
,
0xc4
,
0x6
,
0x58
,
0x58
,
0x26
,
0x7e
,
0xc1
,
0x14
,
0x16
,
0x6
,
0xe0
,
0xfa
,
0x16
,
0x7e
,
0x90
,
0xaf
,
0x3d
,
0x28
,
0x63
,
0x9d
,
0x3f
},

{
0xd2
,
0xc9
,
0xf2
,
0xe3
,
0x0
,
0x9b
,
0xd2
,
0xc
,
0x5f
,
0xaa
,
0xce
,
0x30
,
0xb7
,
0xd4
,
0xc
,
0x30
,
0x74
,
0x2a
,
0x51
,
0x16
,
0xf2
,
0xe0
,
0x32
,
0x98
,
0xd
,
0xeb
,
0x30
,
0xd8
,
0xe3
,
0xce
,
0xf8
,
0x9a
},

{
0x4b
,
0xc5
,
0x9e
,
0x7b
,
0xb5
,
0xf1
,
0x79
,
0x92
,
0xff
,
0x51
,
0xe6
,
0x6e
,
0x4
,
0x86
,
0x68
,
0xd3
,
0x9b
,
0x23
,
0x4d
,
0x57
,
0xe6
,
0x96
,
0x67
,
0x31
,
0xcc
,
0xe6
,
0xa6
,
0xf3
,
0x17
,
0xa
,
0x75
,
0x5
},

{
0xb1
,
0x76
,
0x81
,
0xd9
,
0x13
,
0x32
,
0x6c
,
0xce
,
0x3c
,
0x17
,
0x52
,
0x84
,
0xf8
,
0x5
,
0xa2
,
0x62
,
0xf4
,
0x2b
,
0xcb
,
0xb3
,
0x78
,
0x47
,
0x15
,
0x47
,
0xff
,
0x46
,
0x54
,
0x82
,
0x23
,
0x93
,
0x6a
,
0x48
},

{
0x38
,
0xdf
,
0x58
,
0x7
,
0x4e
,
0x5e
,
0x65
,
0x65
,
0xf2
,
0xfc
,
0x7c
,
0x89
,
0xfc
,
0x86
,
0x50
,
0x8e
,
0x31
,
0x70
,
0x2e
,
0x44
,
0xd0
,
0xb
,
0xca
,
0x86
,
0xf0
,
0x40
,
0x9
,
0xa2
,
0x30
,
0x78
,
0x47
,
0x4e
},

{
0x65
,
0xa0
,
0xee
,
0x39
,
0xd1
,
0xf7
,
0x38
,
0x83
,
0xf7
,
0x5e
,
0xe9
,
0x37
,
0xe4
,
0x2c
,
0x3a
,
0xbd
,
0x21
,
0x97
,
0xb2
,
0x26
,
0x1
,
0x13
,
0xf8
,
0x6f
,
0xa3
,
0x44
,
0xed
,
0xd1
,
0xef
,
0x9f
,
0xde
,
0xe7
},

{
0x8b
,
0xa0
,
0xdf
,
0x15
,
0x76
,
0x25
,
0x92
,
0xd9
,
0x3c
,
0x85
,
0xf7
,
0xf6
,
0x12
,
0xdc
,
0x42
,
0xbe
,
0xd8
,
0xa7
,
0xec
,
0x7c
,
0xab
,
0x27
,
0xb0
,
0x7e
,
0x53
,
0x8d
,
0x7d
,
0xda
,
0xaa
,
0x3e
,
0xa8
,
0xde
},

{
0xaa
,
0x25
,
0xce
,
0x93
,
0xbd
,
0x2
,
0x69
,
0xd8
,
0x5a
,
0xf6
,
0x43
,
0xfd
,
0x1a
,
0x73
,
0x8
,
0xf9
,
0xc0
,
0x5f
,
0xef
,
0xda
,
0x17
,
0x4a
,
0x19
,
0xa5
,
0x97
,
0x4d
,
0x66
,
0x33
,
0x4c
,
0xfd
,
0x21
,
0x6a
},

{
0x35
,
0xb4
,
0x98
,
0x31
,
0xdb
,
0x41
,
0x15
,
0x70
,
0xea
,
0x1e
,
0xf
,
0xbb
,
0xed
,
0xcd
,
0x54
,
0x9b
,
0x9a
,
0xd0
,
0x63
,
0xa1
,
0x51
,
0x97
,
0x40
,
0x72
,
0xf6
,
0x75
,
0x9d
,
0xbf
,
0x91
,
0x47
,
0x6f
,
0xe2
}};

/*the round function of E8 */

#define ROUND_FUNCTION(word,n,r)\

	S_BOX(((word)[0]),((word)[2]),((word)[4]),((word)[6]),(LOAD(E8_bitslice_roundconstant[r]))) \

	S_BOX(((word)[1]),((word)[3]),((word)[5]),((word)[7]),(LOAD(E8_bitslice_roundconstant[r]+16))) \

	LIN_TRANS(word) \

	PERMUTATION((word),n)

void
 
E8
(
word128
 
*
word
){

    
int
 
i
;

    
for
 
(
i
 
=
 
0
;
 
i
 
<
 
42
;
 
i
 
=
 
i
+
7
)
 
{

        
ROUND_FUNCTION
(
word
,
0
,
i
)

        
ROUND_FUNCTION
(
word
,
1
,
i
+
1
)

        
ROUND_FUNCTION
(
word
,
2
,
i
+
2
)

        
ROUND_FUNCTION
(
word
,
3
,
i
+
3
)

        
ROUND_FUNCTION
(
word
,
4
,
i
+
4
)

        
ROUND_FUNCTION
(
word
,
5
,
i
+
5
)

        
ROUND_FUNCTION
(
word
,
6
,
i
+
6
)

    
}

}

```

- описание используемых макросов см. в подразделах выше.

### Исходные данные

#### Входной параметр
{\displaystyle l_{hash}} — длина хэша (число бит в выходном векторе хеш-функции).
Может принимать только следующие значения:
- 224, 256, 384 и 512;

напомним, что данная статья, строго говоря, описывает семейство из 4-х хеш-функций.

#### Входное сообщение
Представляет собой число — длину сообщения {\displaystyle L} и битовый вектор {\displaystyle M_{0}} (если {\displaystyle L\neq 0}). Даже если {\displaystyle L=0} никаких трудностей для вычисления {\displaystyle JH(M_{0})} не возникает.

### Алгоритм вычисленияJH(M0)
1) Дополнение входного вектора
Присоединение к сообщению {\displaystyle M_{0}} дополнительных бит в конце. Происходит в три этапа:
1.1)Дополнение единицей.
Присоединение к концу сообщения единичного бита.
1.2)Дополнение нулями.
Присоединение к концу сообщения, дополненного единицей, нулевых бит в количестве {\displaystyle 383+(-L{\bmod {5}}12)} штук.
1.3)Дополнение длиной сообщения.
Присоединение к концу сообщения, дополненного единицей и нулями, 128 бит, в которых записана длина исходного сообщения (например, если {\displaystyle L=2}, то добавка будет выглядеть так: {\displaystyle 0\dots 010}).
В итоге получится дополненное сообщение {\displaystyle M} с длиной, кратной {\displaystyle 512}.
2) Свёртка дополненного входного вектора функцией {\displaystyle F_{8}}
{\displaystyle M} разбивается на блоки по {\displaystyle 512} бит. Обозначим за {\displaystyle N} число таких блоков.
Свёртка происходит за {\displaystyle N} итераций. На {\displaystyle i}-той итерации на вход {\displaystyle F_{8}} поступает {\displaystyle i}-й {\displaystyle 512}-битный блок {\displaystyle M_{i}} сообщения {\displaystyle M} и значение {\displaystyle H_{i-1}=F_{8}(H_{i-2},M_{i-1})}, вычисленное на предыдущей итерации. Имеется также нулевая итерация, на которой вычисляется {\displaystyle H_{0}} из {\displaystyle H_{-1}} и {\displaystyle M_{0}}. Таким образом имеем:
{\displaystyle H=H_{N}=F_{8}(H_{N-1},M_{N})=F_{8}(F_{8}(H_{N-2},M_{N-1}),M_{N})=\dots =F_{8}(\dots (H_{-1},M_{0})\dots )}.

{\displaystyle H_{-1}} и {\displaystyle M_{0}} выбираются так: первые {\displaystyle 16} бит {\displaystyle H_{-1}} равны входному параметру {\displaystyle l_{hash}} — размеру выходного хэша (для {\displaystyle l_{hash}}, равных {\displaystyle 512,~324,~256} или {\displaystyle 224} это соответственно 0200h, 0180h, 0100h или 00e0h), а остальные биты {\displaystyle H_{-1}} и все биты {\displaystyle M_{0}} задаются равными {\displaystyle 0}.
3) Выборка хэша из выхода функции {\displaystyle F_{8}}
Из {\displaystyle 1024}-битного вектора {\displaystyle H_{N}=H_{N}^{0}||H_{N}^{1}||\dots ||H_{N}^{1023}}, полученного на выходе {\displaystyle F_{8}} на последней итерации свёртки дополненного входного сообщения, выбираются последние {\displaystyle l_{hash}} бит:
{\displaystyle JH(M_{0})=H_{N}^{1023+1-l_{hash}}||H_{N}^{1023+2-l_{hash}}||\dots ||H_{N}^{1023}}